# Такуан

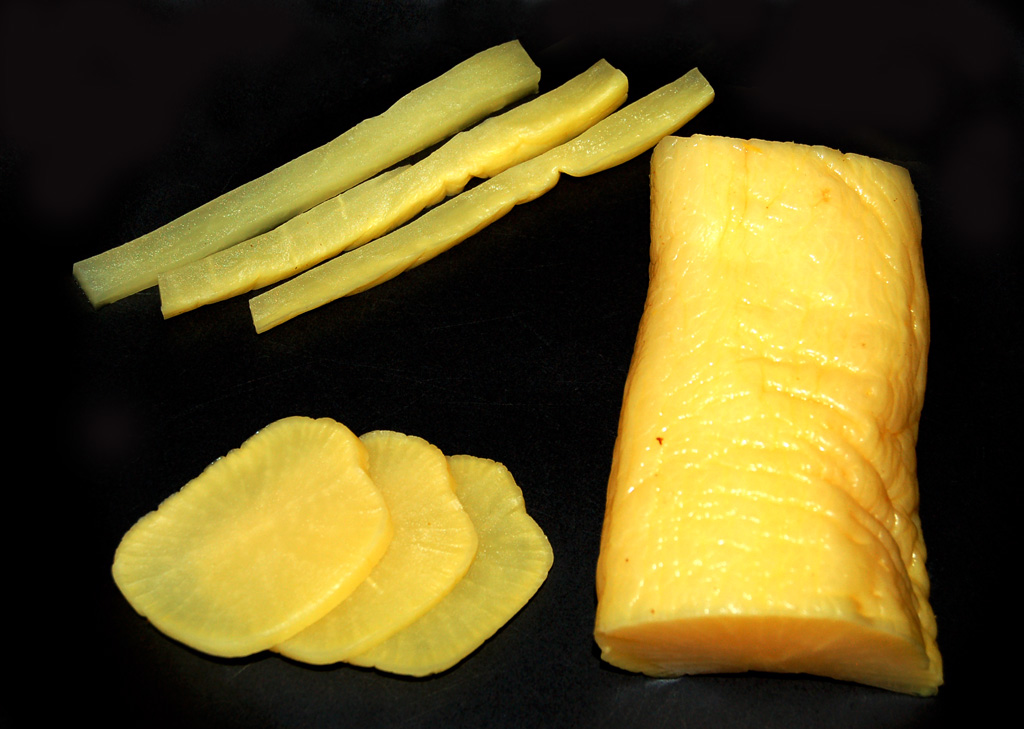
Такуан

Такуа́н или Такува́н (яп. 沢庵) — популярная в Японии традиционная закуска. Готовится из японской редьки дайкон. Подаётся как наравне с другими разновидностями цукэмоно в традиционной японской кухне, так и отдельно в конце трапезы, поскольку считается, что способствует пищеварению.
Для приготовления такуана дайкон высушивают на солнце в течение нескольких недель до гибкости. Затем в течение нескольких месяцев квасят под гнётом с солью, вместе с рисовыми отрубями, сахаром, зелёными листьями дайкона, ламинарией, жгучим красным перцем и сушёными лепестками хурмы. Готовый такуан приобретает жёлтый цвет.
Такуан также популярен в Южной Корее, где называется танмуджи (단무지), и используется в приготовлении кимбап, как приправа к чаджанмён или любым другим блюдам.